# 佐藤亮 (経営学者)
佐藤 亮（さとう りょう、1954年 - ）は、日本の経営工学者。学位は、理学博士（東京工業大学・1986年）。横浜国立大学名誉教授。筑波大学教授・横浜国立大学教授・東京理科大学教授を歴任。元オペレーションズマネジメント＆ストラテジー学会会長。

## 人物・経歴
1980年東京工業大学工学部制御工学科卒業。1985年東京工業大学大学院総合理工学研究科システム科学博士課程単位取得満期退学、東京工業大学大学院総合理工学研究科システム科学専攻助手。1986年東京工業大学理学博士。1989年筑波大学社会工学系専任講師。1993年筑波大学社会工学系助教授。1994年経営情報学会論文賞受賞。2000年筑波大学社会工学系教授。同年経営情報学会論文賞受賞。2002年文部科学省大学設置審議会専門委員。2004年筑波大学大学院システム情報工学研究科教授。2010年横浜国立大学経営学部教授、横浜国立大学国際社会科学研究院教授。2015年オペレーションズマネジメント＆ストラテジー学会会長。2020年東京理科大学経営学部国際デザイン経営学科教授、横浜国立大学名誉教授。

## 著書
- 『新しいシステムアプローチ』（高原康彦,中野文平）オーム社 1992
- 『ソフト戦略思考』（木嶋恭一）日刊工業新聞社 1992
- 『システム仕様の分析学』（根来龍之）共立出版 1996
- 『システム知の探究 2』（飯島淳一）日科技連出版 1997
- 『Applied General Systems Research on Organizations』（Shingo Takahashi, Kyoichi Kijima）シュプリンガー・サイエンス・アンド・ビジネス・メディア 2004
- 『ノベーション・アーキテクチャ―イノベーションの戦略策定の方法論』（高井徹雄,高橋真吾,柴直樹,河合亜矢子）同友館 2009